# Frank R. Strayer
Frank Raymond Strayer (* 21. September 1891 in Altoona, Pennsylvania, USA; † 3. Februar 1964 in Hollywood, Kalifornien, USA) war ein US-amerikanischer Filmregisseur.

## Leben und Werk
Frank R. Strayer absolvierte die Wilkinsburg High School und studierte am Carnegie Institute of Technology sowie am Pennsylvania Military College, bevor er als Ensign in der Navy am Ersten Weltkrieg teilnahm. 1921 kam er zur Metro Pictures Corporation, wo er als Filmvorführer und gelegentlich als Schauspieler (The Man Who), vor allem aber als Regieassistent arbeitete. Letzteres tat er ein paar Jahre in Filmen von Harry Beaumont, zum Beispiel in Die Liebesaffären des Beau Brummel – Glück und Ende des englischen Casanovas. Er galt als einer der bekanntesten Regieassistenten in Hollywood.
Mitte der 1920er Jahre ging Frank R. Strayer als Regisseur zu Columbia Sein Regiedebüt hatte er in dem Film An Enemy of Men. Aufgrund der Erfolge mit diesem und den nächsten Filmen hatte er bereits 1926 einen langfristigen Vertrag bei Columbia. Er drehte seine ganze Karriere lang bestenfalls B-Movies, zumeist Komödien, aber auch Horrorfilme wie The Vampire Bat. Ab 1938 führte er in den ersten 14 Blondie-Filmen Regie, verließ die Serie 1943 aber und unterschrieb Anfang 1944 einen Vertrag bei RKO. In den 1950er Jahren drehte er religiöse Filme wie Messenger of Peace oder The Sickle or the Cross
Frank R. Strayer war mit Erna P. Strayer verheiratet, mit der er einen Sohn hatte. Er starb im Februar 1964 und wurde auf dem Hollywood Forever Cemetery in Hollywood bestattet.

## Filmografie (Auswahl)
- 1925: An Enemy of Men
- 1927: Rough House Rosie
- 1927: Now We’re in the Air
- 1930: Borrowed Wives
- 1931: Murder at Midnight
- 1933: The Vampire Bat
- 1933: Zwillings-Ehemänner (Twin Husbands)
- 1934: Gefährliche Grenze (Fugitive Road)
- 1936: Sea Spoilers
- 1938: Blondie
- 1939: Blondie Meets the Boss
- 1939: Blondie Takes a Vacation
- 1939: Blondie Brings Up Baby
- 1940: Blondie on a Budget
- 1940: Blondie Has Servant Trouble
- 1940: Blondie Plays Cupid
- 1941: Blondie Goes Latin
- 1941: Blondie in Society
- 1941: Go West, Young Lady
- 1942: Blondie Goes to College
- 1942: Blondie’s Blessed Event
- 1942: Blondie for Victory
- 1943: It’s a Great Life (auch Produzent)
- 1943: Footlight Glamour (auch Produzent)
- 1947: Messenger of Peace
- 1949: The Sickle or the Cross